# Los maridos no cenan en casa
Los maridos no cenan en casa es una comedia española de 1956, dirigida por Jerónimo Mihura y protagonizada por Tomás Zori, Fernando Santos y Manuel Codeso.
La película está basada en la comedia Las desencantadas de Honorio Maura.
A destacar como curiosidad las apariciones esporádicas de Fernando Fernán Gómez y de Concha Velasco, en una de sus primeras presencias cinematográficas.

## Sinopsis
Dos jóvenes matrimonios de clase acomodada viven en dos pisos contiguos de una moderna casa madrileña. Parece que ambas parejas conviven en perfecta armonía y que ambos esposos sienten el obligado amor a sus cónyuges. Pero, en realidad, Arturo, Carlos y Enrique viven algunas aventuras que ocultan a sus mujeres y novia (respectivamente) con el hábil pretexto de acudir a reuniones y actos académicos. Pero una noche, las mujeres deciden investigar tan reiteradas ausencias. Tras descubrir los engaños deciden abandonarlos e irse a vivir a una residencia para mujeres desengañadas. Dispuestos a recuperar a sus parejas a cualquier precio, los amigos se tiran en paracaídas sobre el inaccesible lugar y se disfrazan de moras para conseguir sus objetivos.

## Reparto
- Tomás Zori como Carlos Peñafiel.
- Fernando Santos como Arturo Albareda.
- Manolo Codeso como Enrique Campos.
- Carolina Jiménez como Lola Peñafiel.
- Tony Soler como Rosalía.
- Matilde Muñoz Sampedro como Doña Ruperta.
- Casimiro Hurtado como Guitarrista.
- Francisco Bernal como Daniel.
- Aníbal Vela como Mayordomo.